# 복음주의 루터교 대회
복음주의 루터교 대회 (Synod of Evangelical Lutheran Churches, SELC )는 1902년부터 1971년까지 있던 미국 루터교 교단 이었다. 1971년에 루터 교회-미주리 시노드 (LCMS)와 합병되었으며 현재는 무지역으로 유지되고 있다.

## 회원 통계
| 년     | 목사 | 회중 | 회원   |
| ------ | ---- | ---- | ------ |
| 1925년 | 31   | 59   | 6,534  |
| 1929년 | 36   | 60   | 8,206  |
| 1935년 | 39   | 55   | 16,500 |
| 1939년 | -    | 63   | 22,458 |
| 1942년 | -    | 61   | 22,424 |
| 1943년 | -    | 60   | 22,186 |
| 1946년 | -    | 56   | 20,866 |
| 1949년 | -    | 64   | 21,211 |
| 1950년 | 58   | 59   | 18,870 |
| 1951년 | 54   | 59   | 20,244 |
| 1952년 | 7    | 59   | 20,562 |
| 1955년 | 49   | 58   | 16,474 |
| 1957년 | 58   | 59   | 18,003 |
| 1958년 | 56   | 59   | 19,931 |
| 1960년 | 59   | 54   | 8,531  |
| 1961년 | 57   | 50   | 19,802 |
| 1962년 | 57   | 53   | 19,184 |
| 1964년 | 63   | 65   | 21,656 |